# America Has a Problem
«America Has a Problem» (с англ. — «У Америки есть проблема») — песня американской певицы и автора песен Бейонсе из её седьмого студийного альбома Renaissance, вышедшего 29 июля 2022 года с помощью компании Parkwood Entertainment и лейбла Columbia. Отдельная версия с участием американского рэпера Кендрика Ламара была выпущена 19 мая 2023 года на стриминговых и цифровых платформах.

## Отзывы
Песня «America Has a Problem» получила положительные отзывы от музыкальных критиков. Уилл Дьюкс из Rolling Stone назвал песню «крутой, как изнанка грузовика с мороженым» и отметил её «суровые» аккорды и «звенящие» хай-хэты. Кайл Денис, написавший для Billboard, похвалил интерполяцию «Cocaine» за то, что она стала «холстом для лучшего рэпа в карьере Бейонсе; это амбициозная песня, которая с каждым прослушиванием раскрывает новые грани» .
Мелисса Руджери из USA Today назвала «America Has a Problem» самой интригующе озаглавленной песней на альбоме Renaissance и похвалила то, как Бейонсе «рвется в жидкий рэп, зажатый между небесными припевами». В смешанной рецензии Маркус Шортер из Consequence пишет, что у песни «отличный грув», но «жесткие разговоры о „прокатке с козлами в случае, если вы начнете вести себя знакомо“ выглядят более неуместными, чем монахиня в Чиппендейлс».

## Чарты
| Чарт (2022—2023)                      | Высшая позиция |
| ------------------------------------- | -------------- |
| Канада (Billboard Canadian Hot 100)   | 100            |
| Мир (Billboard Global 200)            | 81             |
| Ирландия (IRMA)                       | 15             |
| Португалия (AFP)                      | 103            |
| Швеция Heatseeker (Sverigetopplistan) | 1              |
| Швейцария (Schweizer Hitparade)       | 96             |
| Великобритания (UK Singles Chart)     | 22             |
| США (Billboard Hot 100)               | 69             |
| США (Billboard Hot R&B/Hip-Hop Songs) | 27             |

| Чарт (2023)                           | Высшая позиция |
| ------------------------------------- | -------------- |
| Австралия (ARIA)                      | 32             |
| Австралия Hip Hop/R&B (ARIA)          | 8              |
| Канада (Billboard Canadian Hot 100)   | 41             |
| Мир (Billboard Global 200)            | 40             |
| Нидерланды (Single Top 100)           | 99             |
| Новая Зеландия (Recorded Music NZ)    | 25             |
| США (Billboard Hot 100)               | 38             |
| США (Billboard Hot R&B/Hip-Hop Songs) | 11             |

## Сертификации
| Регион                                                                      | Сертификация  | Продажи   |
| --------------------------------------------------------------------------- | ------------- | --------- |
| Австралия (ARIA)                                                            | Золотой       | 35 000    |
| Бразилия (ABPD)                                                             | 3× Платиновый | 120 000   |
| Канада (Music Canada)                                                       | Платиновый    | 80 000    |
| Новая Зеландия (RMNZ)                                                       | Золотой       | 15 000    |
| Великобритания (BPI)                                                        | Серебряный    | 200 000   |
| США (RIAA)                                                                  | Платиновый    | 1 000 000 |
| Данные о продажах + прослушиваниях приведены только на основе сертификации. |               |           |